# MBC Every 1
MBC Every 1 (MBC 에브리원, 엠비씨 에브리원) es una cadena de televisión surcoreana, especializada en programación variedad relacionadas con el entretenimiento. Es una subsidiaria de  MBC Plus.